# Fabio Vullo
Fabio Vullo (Massa, 1 de setembro de 1964) é um ex-jogador de voleibol da Itália que competiu nos Jogos Olímpicos de 1984 e 1992.
Em 1984, ele fez parte da equipe italiana que conquistou a medalha de bronze no torneio olímpico, no qual atuou em todas as seis partidas. Oito anos depois, ele participou de oito jogos e o time italiano finalizou na quinta colocação na competição olímpica de 1992.